# Bauhinia semla
Bauhinia semla är en ärtväxtart som beskrevs av Richard P. Wunderlin. Bauhinia semla ingår i släktet Bauhinia och familjen ärtväxter. Inga underarter finns listade i Catalogue of Life.